# Herpotrichia rhenana
Herpotrichia rhenana är en svampart som beskrevs av Fuckel 1870. Herpotrichia rhenana ingår i släktet Herpotrichia, ordningen Pleosporales, klassen Dothideomycetes, divisionen sporsäcksvampar och riket svampar.   Inga underarter finns listade i Catalogue of Life.